# Sergio García de la Fuente
Sergio García de la Fuente (Barcelona, España, 9 de junio de 1983), conocido como Sergio García, es un exfutbolista internacional y entrenador español que jugaba como delantero. Actualmente es entrenador del Juvenil "A" del Club de Fútbol Damm.

## Trayectoria

### Como jugador

#### Inicios
Se inició en las categorías inferiores del equipo de su barrio, la UD Bon Pastor y en la escuela de fútbol CF Damm, antes de recalar en las categorías inferiores del F. C. Barcelona. En la cantera del Barcelona, ha anotado un total de 969 lo que lo convierte en el máximo goleador de la historia de las divisiones menores culés.

#### F.C. Barcelona
Debutó en la Primera división española el 3 de septiembre de 2003 con el F. C. Barcelona a las órdenes de Frank Rijkaard, en un partido correspondiente a la segunda jornada, que enfrentaba al F. C. Barcelona contra el Sevilla FC, y cuyo resultado final fue de empate a uno.

#### Levante U. D.
En la temporada 2004-05 fue cedido al Levante Unión Deportiva, donde jugó 31 partidos de liga y marcó 7 goles. Finalmente descendió con su equipo a Segunda División, volviendo tras la cesión a su club de origen, el F. C. Barcelona.

#### Real Zaragoza
En la siguiente temporada (2005-06) fue traspasado al Real Zaragoza. En su primera temporada en el club maño, el delantero catalán jugó 19 partidos de liga en los que consiguió marcar 4 goles.
En la temporada 2006-07 consiguió hacerse con la titularidad en la delantera del conjunto aragonés, acompañando a Diego Milito. En la Liga marcó 6 goles, mientras que en la Copa del Rey marcó dos.
Firmó un nuevo contrato con el Real Zaragoza por cuatro temporadas (hasta la 2010-11) con una cláusula de rescisión de 18 millones de euros. En la temporada 2007-08, pese a tener una dura competencia en la delantera del conjunto aragonés, se convirtió en titular indiscutible para todos sus entrenadores (esa temporada pasaron cuatro por el banquillo maño) y compartió el ataque zaragocista junto a Diego Milito y Ricardo Oliveira. Finalmente, volvió a descender a Segunda División esta vez con el Zaragoza, siendo el segundo descenso de categoría en el que participa como jugador profesional.

#### Real Betis
Tras el descenso del club maño al término de esa campaña, el delantero negoció con varios clubes, incluyendo su posible regreso al F. C. Barcelona. Finalmente, fichó por el Real Betis Balompié por 10 millones de euros, con el que descendió a segunda al término de la temporada, siendo el tercer descenso de categoría como jugador profesional.

#### R. D. C. Espanyol
En la temporada 2010-11 se desvinculó del Real Betis Balompié, siendo traspasado al R. C. D. Espanyol por unos 6 millones de euros. El Real Zaragoza disponía de una opción de tanteo por el jugador que hizo efectiva, pero fue el propio jugador quien decidió regresar a su ciudad natal y fichar por el RCD Espanyol. En el club periquito se convirtió en un referente ofensivo, sobre todo, en sus últimas dos temporadas donde logró sus mejores cifras goleadoras.

#### Al-Rayyan
El 29 de junio de 2015 se confirma su traspaso al Al-Rayyan de la Liga de Catar desde el RCD Espanyol.

#### R. C. D. Espanyol
Intentó regresar al R. C. D. Espanyol en el mercado de invierno de 2017, pero el Al-Rayyan no le permitió rescindir el contrato e irse a coste cero. Por esa razón esperó al mercado de verano de 2017 a que se le acabara el contrato para regresar al Espanyol. Tras dos temporadas en el equipo no renovó al final de la temporada 2018-2019 desvinculándose de la entidad blanquiazul.

#### Club de Fútbol Montañesa
El 5 de noviembre de 2020 se oficializó su fichaje por el Club de Fútbol Montañesa de la Tercera División. Allí vivió sus últimos días como futbolista ya que en agosto de 2021 anunció su retirada.

### Como entrenador
El 7 de julio de 2022, se convierte en entrenador del juvenil "A" del Club de Fútbol Damm.

## Selección nacional
Ha sido internacional en todas las categorías inferiores de la selección de España.
El 17 de mayo de 2008 se convirtió en una de las sorpresas de la lista de convocados de España para disputar la Eurocopa 2008. A pesar de no haber debutado todavía con el equipo absoluto, Luis Aragonés decidió convocarlo, tras la renuncia de Bojan Krkić.
Su debut con la selección absoluta llegó pocos días después, el 31 de mayo, en un partido amistoso ante Perú, en el que jugó los seis minutos finales.
En la Eurocopa, en la que España se proclamó campeona, tuvo la oportunidad de disputar los noventa minutos del partido de la primera fase ante Grecia, en el que dio un pase de gol a Dani Güiza.

### Participaciones en Eurocopa
| Eurocopa      | Sede            | Resultado |
| ------------- | --------------- | --------- |
| Eurocopa 2008 | Austria y Suiza | Campeón   |

### Selección autonómica catalana
También ha jugado 16 partidos amistosos con la selección de Cataluña, logrando nueve goles. Siendo el máximo goleador y el jugador con más participaciones en la selección catalana.

## Clubes

### Como jugador
Actualizado al último partido disputado el 20 de diciembre de 2022.
| Club                         | Div.          | Temporada     | Liga  | Liga  | Copas nacionales | Copas nacionales | Copas internacionales | Copas internacionales | Total | Total |
| Club                         | Div.          | Temporada     | Part. | Goles | Part.            | Goles            | Part.                 | Goles                 | Part. | Goles |
| ---------------------------- | ------------- | ------------- | ----- | ----- | ---------------- | ---------------- | --------------------- | --------------------- | ----- | ----- |
| F. C. Barcelona "B" · España | 2.ª B         | 2002-03       | 40    | 22    | ―                | ―                | ―                     | ―                     | 40    | 22    |
| F. C. Barcelona "B" · España | 2.ª B         | 2003-04       | 26    | 13    | ―                | ―                | ―                     | ―                     | 26    | 13    |
| F. C. Barcelona "B" · España | Total club    | Total club    | 66    | 35    | 0                | 0                | 0                     | 0                     | 66    | 35    |
| F. C. Barcelona · España     | 1.ª           | 2002-03       | ―     | ―     | ―                | ―                | 2                     | 0                     | 2     | 0     |
| F. C. Barcelona · España     | 1.ª           | 2003-04       | 4     | 0     | 2                | 0                | 2                     | 1                     | 8     | 1     |
| F. C. Barcelona · España     | Total club    | Total club    | 4     | 0     | 2                | 0                | 4                     | 1                     | 10    | 1     |
| Levante U. D. · España       | 1.ª           | 2004-05       | 31    | 7     | ―                | ―                | ―                     | ―                     | 31    | 7     |
| Levante U. D. · España       | Total club    | Total club    | 31    | 7     | 0                | 0                | 0                     | 0                     | 31    | 7     |
| Real Zaragoza · España       | 1.ª           | 2005-06       | 19    | 4     | 6                | 0                | ―                     | ―                     | 25    | 4     |
| Real Zaragoza · España       | 1.ª           | 2006-07       | 33    | 6     | 6                | 2                | ―                     | ―                     | 39    | 8     |
| Real Zaragoza · España       | 1.ª           | 2007-08       | 38    | 4     | 4                | 1                | 2                     | 1                     | 44    | 6     |
| Real Zaragoza · España       | Total club    | Total club    | 90    | 14    | 16               | 3                | 2                     | 1                     | 108   | 18    |
| Real Betis Balompié · España | 1.ª           | 2008-09       | 28    | 9     | 4                | 1                | ―                     | ―                     | 32    | 10    |
| Real Betis Balompié · España | 2.ª           | 2009-10       | 34    | 12    | 1                | 0                | ―                     | ―                     | 35    | 12    |
| Real Betis Balompié · España | Total club    | Total club    | 62    | 21    | 5                | 1                | 0                     | 0                     | 67    | 22    |
| R. C. D. Espanyol · España   | 1.ª           | 2010-11       | 21    | 3     | 4                | 0                | ―                     | ―                     | 25    | 3     |
| R. C. D. Espanyol · España   | 1.ª           | 2011-12       | 24    | 5     | 3                | 2                | ―                     | ―                     | 27    | 7     |
| R. C. D. Espanyol · España   | 1.ª           | 2012-13       | 28    | 7     | ―                | ―                | ―                     | ―                     | 28    | 7     |
| R. C. D. Espanyol · España   | 1.ª           | 2013-14       | 37    | 12    | 4                | 1                | ―                     | ―                     | 41    | 13    |
| R. C. D. Espanyol · España   | 1.ª           | 2014-15       | 35    | 14    | 6                | 1                | ―                     | ―                     | 41    | 15    |
| Al-Rayyan S. C. Catar        | 1.ª           | 2015-16       | 24    | 17    | ―                | ―                | ―                     | ―                     | 24    | 17    |
| Al-Rayyan S. C. Catar        | 1.ª           | 2016-17       | 25    | 11    | ―                | ―                | 6                     | 3                     | 31    | 14    |
| Al-Rayyan S. C. Catar        | Total club    | Total club    | 49    | 28    | 0                | 0                | 6                     | 3                     | 55    | 31    |
| R. C. D. Espanyol · España   | 1.ª           | 2017-18       | 33    | 2     | 5                | 1                | ―                     | ―                     | 38    | 3     |
| R. C. D. Espanyol · España   | 1.ª           | 2018-19       | 29    | 2     | 2                | 0                | ―                     | ―                     | 31    | 2     |
| R. C. D. Espanyol · España   | Total club    | Total club    | 207   | 45    | 24               | 5                | 0                     | 0                     | 231   | 50    |
| Total carrera                | Total carrera | Total carrera | 509   | 150   | 47               | 9                | 12                    | 5                     | 568   | 164   |

### Como entrenador
| Club                            | País   | Año             |
| ------------------------------- | ------ | --------------- |
| Club de Fútbol Damm Juvenil "A" | España | 2022-Actualidad |

## Palmarés

### Títulos nacionales
| Título        | Club            | País  | Año     |
| ------------- | --------------- | ----- | ------- |
| Liga de Catar | Al-Rayyan S. C. | Catar | 2015-16 |

### Títulos internacionales
| Título         | Club (*)        | País            | Año  |
| -------------- | --------------- | --------------- | ---- |
| Europeo Sub-19 | España (sub-19) | Noruega         | 2002 |
| Eurocopa       | España          | Austria y Suiza | 2008 |

(*) Incluyendo la selección.